# August Holler (Heimatforscher)
August Holler (* 29. September 1883 in Hamburg; † 9. April 1971 ebenda) war ein deutscher Journalist, Autor und Heimatforscher in Hamburg.

## Leben

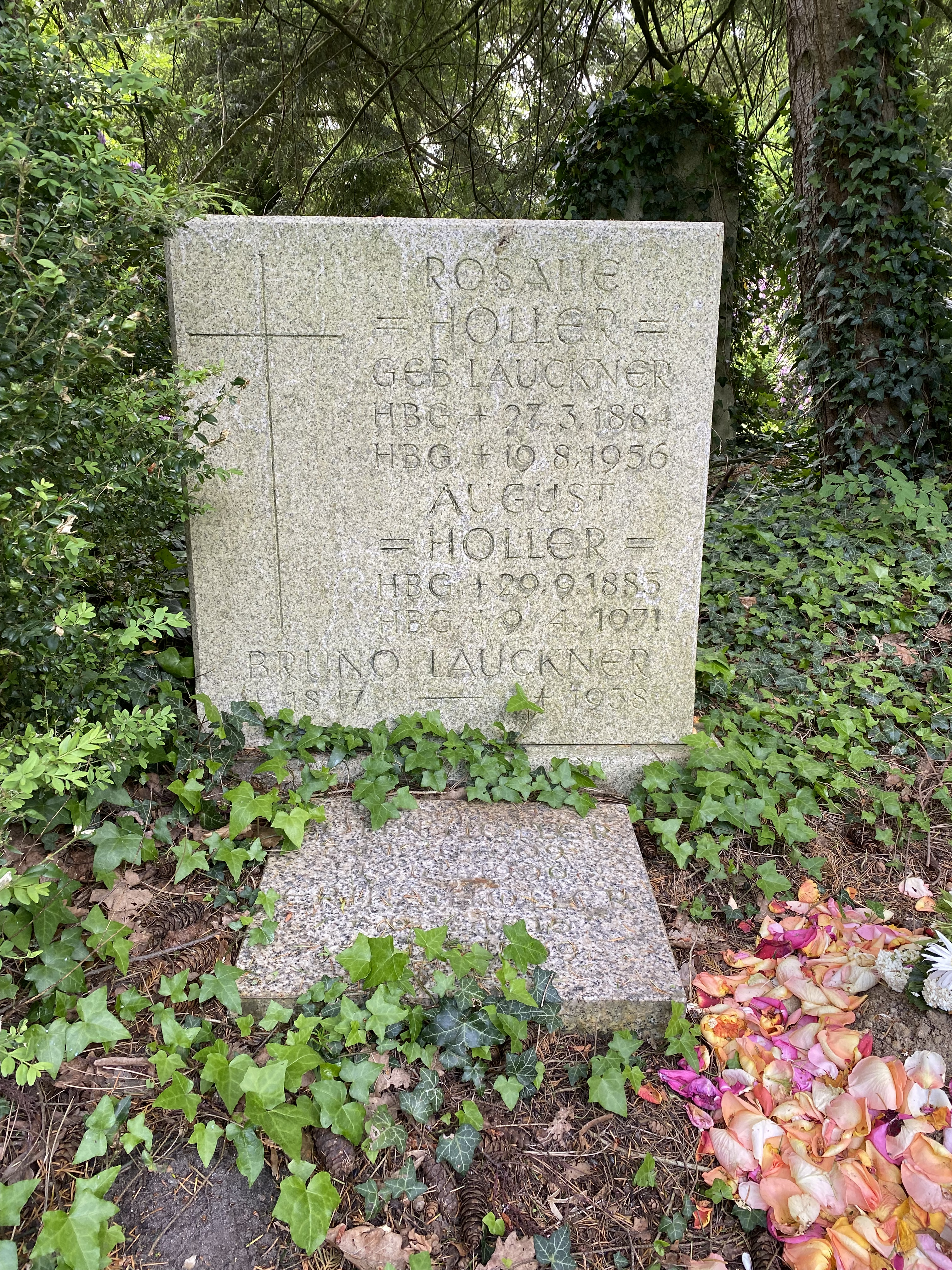
Grabstätte auf dem Friedhof Ohlsdorf im Planquadrat L 22

Holler war 50 Jahre lang Redakteur des Hamburger Fremdenblattes. Er sammelte Hamburgensien und besaß bis 1943 die größte private Sammlung über hamburgische Geschichte. Sie verbrannte bei den Bombardierungen des Jahres 1943. Danach gelang es ihm, wieder eine kleinere Sammlung anzulegen, die aber nach seinem Tod durch Auktion zerstreut wurde.
Er verfasste im Dienst des Hamburger Fremdenblattes einige Beiträge über norddeutsche Familien (Sippe Holler, Rendsburg-Heiligenstädten) und Chroniken norddeutscher Städte. Zusammen mit Otto Erich Kiesel verfasste er Beiträge zur Hamburger Friedhofsgeschichte. Er redigierte Die Geschichte des Hamburger Fremdenblattes und beschäftigte sich intensiv mit der Erforschung der Hamburger Straßennamen.
August Holler war Mitglied der Genealogischen Gesellschaft Hamburg. Im Alter von 87 Jahren verstarb er und wurde auf dem Friedhof Ohlsdorf beigesetzt. Die Grabstätte liegt westlich vom Fußgängereingang Eichenlohweg.

## Schriften (Auswahl)
- Das holsteinische Geschlecht Holler, Sippe: Heiligenstädten-Rendsburg, Carl-Holler-Verlag, Hamburg, o. J.
- mit Otto Erich Kiesel (Bearb.) und Arthur Obst: Die alten Hamburgischen Friedhöfe. Ihre Entstehung und ihre Beziehungen zum städtischen und geistigen Leben Alt-Hamburgs. Verlag Broschek, Hamburg 1921; Textarchiv – Internet Archive.
- Sommerfahrt nach dem Alten Lande. Paralleltitel: Das Alte Land: Seine Entstehung und Entwicklung im Laufe der Zeiten. Diese Schrift ist als Festgabe für den Himmelfahrtsausflug 1930 des Hamburger Fremdenblattes erschienen. Broschek & Co, Hamburg 1930.